# تووین جت
تووین جت (به انگلیسی: Twin Jet) یک شرکت هواپیمایی با کد یاتا T7 است که در تاریخ ۲۰۰۱ میلادی تأسیس شده است.
دفتر مرکزی تووین جت در اکس-آن-پروانس، فرانسه واقع شده‌است و به ۱۳ مقصد، پرواز مستقیم انجام می‌دهد.

## مقصدهای پروازی

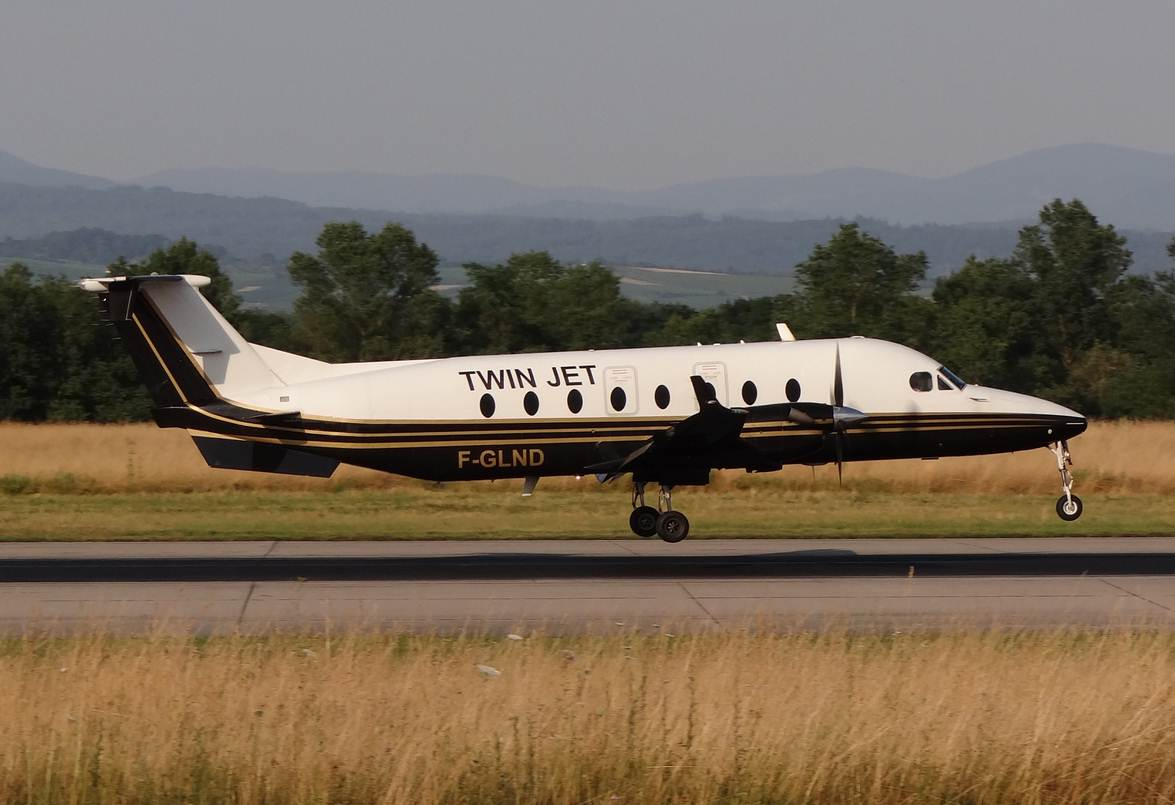
یک فروند Beechcraft 1900 تووین جت.

مقصدهای پروازی تووین جت به شرح زیر است (ژانویهٔ ۲۰۱۶):
فرانسه
- برژراک - فرودگاه برژراک دردونژ پریگورد
- بوردو - فرودگاه بوردو–مریگناک
- لیموژ - فرودگاه لیموگس - بلگراد قطب
- لیون - فرودگاه لیون-سینت اگزوپری قطب
- مارسی - فرودگاه مارسی پروانس قطب
- متز/نانسی - فرودگاه متز-نانسی-لورن قطب
- نیس - فرودگاه نیس کوت دازور
- پاریس - فرودگاه اورلی
- پریگو (کامین) - فرودگاه پریگو-باسیاک قطب
- پو (فرانسه) - فرودگاه پائو پیرنه
- تولوز - فرودگاه تولوز-بلانیاک قطب

آلمان
- نورنبرگ - فرودگاه نورمبرگ قطب
- برمن - فرودگاه برمن
- اشتوتگارت - فرودگاه اشتوتگارت

ایتالیا
- تورین - فرودگاه تورین کاسله
- میلان - فرودگاه میلانو مالپنسا

سوئیس
- زوریخ - فرودگاه زوریخ